# Abraxas gloriosa
Abraxas gloriosa là một loài bướm đêm trong họ Geometridae.